# Schreiteria macrocarpa
Schreiteria macrocarpa är en källörtsväxtart som först beskrevs av Spegazzini, och fick sitt nu gällande namn av R. Carolin. Schreiteria macrocarpa ingår i släktet Schreiteria och familjen källörtsväxter. Inga underarter finns listade i Catalogue of Life.